# Гуцериев, Саит-Салам Сафарбекович
Саит-Салам Сафарбекович Гуцериев (род. 25 июля 1959, Акмолинск) — российский предприниматель, депутат Государственной думы Российской Федерации третьего и четвёртого созывов, доктор экономических наук, кандидат юридических наук.

## Биография
Родился 25 июля 1959 года в Целинограде Казахской ССР.
Окончил Грозненский нефтяной институт им. академика М. Д. Миллионщикова по специальности «Машины и аппараты химических производств» в 1982 году.
Окончил Финансовую академию при Правительстве РФ по специальности «Финансы и кредит» в 1999 году. Кандидат юридических наук (2000 год), защитил кандидатскую диссертацию по теме «Совершенствование системы поставок для государственных нужд». Доктор экономических наук (2003 год), защитил докторскую диссертацию по теме «Совершенствование поставок промышленной и сельскохозяйственной продукции в народном хозяйстве».
С 1977 года работал в Проектно-технологическом бюро Чечено-Ингушского транспортного управления. С 1978 года был оператором, с 1983 года — начальником цеха Грозненской распределительной нефтебазы. С 1987 года — инженер отдела перевозок Грозненского управления Госкомнефтепродукта РСФСР. С 1988 года — начальник отдела ресурсов и качества Грозненского управления Госкомнефтепродукта РСФСР.
В 1988—1990 годах — главный инженер Грозненского предприятия по обеспечению нефтепродуктами.
В 1990—1992 годах — директор Грозненского городского промышленного комбината ТПО «Местной промышленности» ЧИАССР. С 1993 года — генеральный директор ЗАО «Промышленно-финансовая компания БИН» (г. Москва). Был членом совета директоров «Акционерного коммерческого банка БИН» с 1997 по 2007 год.
В 2003—2006 годах был членом Совета директоров ОАО «РуссНефть».
19 декабря 1999 года был избран депутатом Государственной думы Российской Федерации третьего созыва по федеральному списку избирательного блока «Блок Жириновского», перешёл во фракцию «Единство», в 2000—2002 годах — член Комитета по бюджету и налогам, в 2002—2003 годах — член Комитета по делам Федерации и региональной политике.
7 декабря 2003 года был избран депутатом Государственной думы Российской Федерации четвёртого созыва от партии «Единая Россия» по региональному списку города Москвы, был членом Комитета Государственной Думы по делам женщин, семьи и детей.
В 2000—2007 годах — член Центральной контрольно-ревизионной комиссии партии «Единая Россия».
В 2004—2008 годах — член Политсовета Московского регионального отделения партии «Единая Россия».

## Санкции
29 июня 2022 года, на фоне вторжения России на Украину, был внесён в санкционный список Великобритании. Согласно сообщению министерства финансов Великобритании, Саит-Салам Гуцериев «является вовлечённым и был вовлечён в получение выгоды от правительства России или в оказание ему поддержки, владея или контролируя прямо или косвенно и работая в качестве директора (исполнительного или неисполнительного) или эквивалентной должности в АО «НК «Нефтиса»), компании, осуществляющую деятельность в энергетическом секторе, имеющем стратегическое значение для правительства России». В апреле 2022 года включён в санкционный список Польши. 19 октября 2022 года попал в санкционный список Украины

## Семья
Младший брат российского предпринимателя миллиардера Михаила Гуцериева.
Имеет пятерых детей.

## Награды
Награждён медалями:
- 850-летия города Москвы [источник не указан 61 день]
- Министерства финансов Российской Федерации